# Sarkantyúvirág
A sarkantyúvirág (Centranthus) a mácsonyavirágúak (Dipsacales) rendjébe tartozó loncfélék (Caprifoliaceae) növénycsalád egyik nemzetsége mintegy tucatnyi fajjal. A család névadójától, a Valeriana nemzetségtől sarkantyús szirma különbözteti meg. Gyakran összekeverik más nemzetségekkel, ugyanis gyakorta sarkantyúvirágnak nevezik a kerti sarkantyúkát (Tropaeolum majus) és a hegyesszirmú sarkantyúfüvet (Delphinium oxisepalum) is.

## Származása, élőhelye
A mediterrán vidékeken honos; vadon főképp a sziklás domb- és hegyoldalakon nőtt, de idővel betelepült a városokba is, és rendszeresen felüti fejét az omladékokon, vár- és egyéb terméskőfalak illesztékeiben, sőt, az útburkoló kövek közti résekben is. Egyes fajait sokfelé termesztik.

## Jellemzői
50–80 cm magasra növő, lágyszárú, mintegy 40 cm átmérőig bokrosodó, évelő növény. Nem fagyálló, de ha a télen elfagy, gyökeréről többnyire újrahajt, és önmagvetőként is megújul.

## Fajai
- Centranthus amazonum Fridlender & A.Raynal
- keskenylevelű sarkantyúvirág – Centranthus angustifolius (Mill.) DC.
- Centranthus × aurigeranus Giraudias
- Centranthus calcitrapae (L.) Dufr.
- Centranthus × intermedius (Schltdl.) Rapin
- Centranthus kellererii (Stoj. Stef. et Georg.) Stoj. et Stef.
- Centranthus lecoqii Jord.
- Centranthus longiflorus Stev.
- Centranthus macrosiphon Boiss.
- Centranthus nevadensis Boiss.
- piros sarkantyúvirág – Centranthus ruber (L.) DC.
- háromerű sarkantyúvirág – Centranthus trinervis (Viv.) Bég.